# Пам'ять (Серце)
Пам'ять (Серце) — картина Фріди Кало 1937 року, що зображує біль і страждання художниці, які вона пережила під час і після роману між її чоловіком, художником Дієґо Ріверою та її сестрою Крістіною Кало.
Картина іноді відома під назвою Recuerdo (Пам'ять), намальована олією на металі, має розмір 40х28 см і зберігається у колекції Мішеля Петітжана в Парижі, Франція.

## Опис
Картина зображує Фріду, що стоїть на пляжі біля самої води, однією ногою на піску, а іншою — в морі, дивиться на глядача з незворушним виразом обличчя у сльозах. Металевий стрижень проходить через великий порожній отвір у грудях. На стрижні, з обох боків, сидять Купідони, що ніби гойдаються на ньому, як на гойдалці. Серце Фріди зображено як великий понівечений орган, що кровоточить. Воно лежить поза її тілом, біля ніг. Кров з серця просочується у пісок і стікає в море. Дві сукні, одна – школярська форма, а інша — її традиційне вбрання у теуанському стилі, висять біля Фріди, і в кожній з них є одна людська рука. Рука зі школярської форми простягається до Фріди, але не торкається її, а рука в теуанській сукні взяла під руку безруку і застиглу мисткиню.
Ці та інші символи на картині показують величезний біль художниці, а також її особисту емоційну травму й відновлення після роману між її сестрою та чоловіком.

## Дивитися також
- Список картин Фріди Кало
- Будинок-музей Фріди Кало